# Be Alive
«Be Alive»  — песня американской певицы и автора песен Бейонсе, вышедшая в качестве отдельного неальбомного сингла 12 ноября 2021 года с помощью компании Parkwood Entertainment и лейбла Columbia.
Она была написана и спродюсирована Бейонсе и Диксоном для биографического фильма-драмы 2021 года «Король Ричард».
Песня получила признание критиков и номинирована на несколько наград, в том числе на премию «Золотой глобус» за лучшую оригинальную песню, премию «Выбор кинокритиков» за лучшую песню и премию «Оскар» за лучшую песню к фильму, став здесь первой номинацией Бейонсе.

## История
«Be Alive» была записана американской певицей и автором песен Бейонсе для биографического фильма 2021 года «Король Ричард», в котором рассказывается история Ричарда Уильямса (его роль играет Уилл Смит), который тренирует своих дочерей, теннисисток Венус и Серену Уильямс.
Бейонсе решила написать песню для «Короля Ричарда» после того, как посетила показ фильма и вдохновилась Венус и Сереной Уильямс. Уилл Смит прокомментировал песню, что «сочетание фильма и песни — это своего рода магия, не имеющая себе равных в сфере развлечений». Серена объяснила, что «не было другого человека, который мог бы исполнить эту песню, кроме Бейонсе», и «у [Бейонсе] просто не было сомнений, что она тоже принадлежит ей». Серена отметила, что у неё и Венус в жизни был такой же путь, как у Бейонсе; все трое с юных лет тренировались для достижения своих целей, и оба их родителя активно участвовали в их карьере.
Бейонсе обратилась к Диксону, и они вместе написали песню. Диксон прокомментировал: «Очевидно, мы все знаем, что если Бейонсе споёт, это будет потрясающе. Но я не думаю, что мы достаточно говорим о её способностях как автора песен и продюсера. Я знал, что она была одним из моих любимых авторов песен, но это было подтверждено для меня в ходе этого процесса».

## Релиз и продвижение
«Be Alive» играет во время финальных титров короля Ричарда, в котором представлены архивные кадры реальной семьи Уильямс. Премьера фильма состоялась 2 сентября 2021 года на кинофестивале в «Теллурайд» в Колорадо, а его выпуск 19 ноября 2021 года. Премьера песни также состоялась на этом фестивале, к удивлению посетителей. Песня была встречена аплодисментами участников премьеры фильма на Лондонском кинофестивале. 21 октября 2021 года был выпущен «Официальный трейлер „Be Alive“» фильма, в котором есть тизер песни. Сёстры Уильямс и Уилл Смит поделились тизером песни в социальных сетях.
Бейонсе не рекламировала песню после её релиза, поэтому кампания по награждению не останавливалась. Позже Бейонсе исполнила эту песню на 94-й церемонии вручения премии Оскар. Variety сообщила, что Бейонсе вела переговоры о прямой трансляции выступления с теннисных кортов в Комптоне, на которых Венус и Серена тренировались в детстве. Позже выступление было загружено на канал Бейонсе на YouTube.

## Отзывы
«Be Alive» был высоко оценён критиками. Джейсон Липшутц из Billboard охарактеризовал выпуск «Be Alive» как «событие», восхваляя «неповторимый голос Бейонсе и пышные гармонии» и лирику, которая «излучает гордость и красоту как праздник искусства и культуры чернокожих». Клейтон Дэвис из Variety охарактеризовал эту песню как «очень воодушевляющую» концовку Короля Ричарда, сравнив её с песней "Glory"из фильма «Сельма» 2014 года, в то время как Jazz Tangcay из того же издания описал её как «парящую балладу, которая подходит как перчатка на фильм». В издании Bustle Хью Макинтайр описал трек как «фантастический, современный и оригинальный», подчеркнув его «великолепную композицию, прочную и воодушевляющую во всех отношениях». Рэйчел О’Коннор из британской газеты Metro описала трек как «безошибочно узнаваемый гимн Бейонсе», высоко оценив её вокальное исполнение и «мощный» лиризм. В статье для Los Angeles Times Гленн Уипп охарактеризовал песню как «мгновенно привлекательную оригинальную песню» и назвал её кульминацией премьеры фильма. Йохана Деста из Vanity Fair описала «гимноподобную» песню как «мощный, красиво гармонизированный мотивационный номер», а Мерил Прендергаст из Hot Press охарактеризовала её как «захватывающий дух» и «культовый гимн».

## Награды и номинации
| Год  | Церемония                            | Награда                              | Результат | Ссылка |
| ---- | ------------------------------------ | ------------------------------------ | --------- | ------ |
| 2021 | Hollywood Music in Media Awards      | Best Original Song in a Feature Film | Номинация | [ 25 ] |
| 2022 | Academy Awards                       | Best Original Song                   | Номинация | [ 26 ] |
| 2022 | Black Reel Awards                    | Outstanding Original Song            | Номинация | [ 27 ] |
| 2022 | Critics' Choice Awards               | Best Song                            | Номинация | [ 28 ] |
| 2022 | Golden Globe Awards                  | Best Original Song                   | Номинация | [ 29 ] |
| 2022 | Hollywood Critics Association Awards | Best Original Song                   | Победа    | [ 30 ] |
| 2022 | Satellite Awards                     | Best Original Song                   | Номинация | [ 31 ] |

## Чарты

### Еженедельные чарты
| Чарт (2021)                        | Высшая позиция |
| ---------------------------------- | -------------- |
| Новая Зеландия (RMNZ)              | 36             |
| ЮАР (RISA)                         | 99             |
| США (Billboard Digital Song Sales) | 40             |